# 泊まりダイヤ
泊まりダイヤ（とまりダイヤ）とは、列車やバスが所属と異なる車両基地や営業所・車庫で夜を明かすように組まれたダイヤのこと。

## 概要
列車やバスは多くが所属営業所・車両基地の最寄り駅・停留所でその日の運用が終了するようにダイヤが設定され運用終了後、所属営業所・車両基地に戻るが、営業所から遠い駅や停留所発の始発便担当などの理由から、所属営業所以外の車庫で一夜を明かすことも多い。
例として西日本旅客鉄道（JR西日本）の場合、網干総合車両所所属である車両において、以下の通り一夜を明かす運用がある。
- 本所:宮原支所・野洲派出・米原派出・吹田総合車両所京都支所
- 明石支所:高槻派出・放出派出

また、高速バスでは路線によっては共同運行相手の事業者の車庫で夜を明かすことがある。
乗務員の泊まり勤務ダイヤは大きく分けて2パターンに分かれ、次のような構成にしている事業者が多い。
- 早番：昼過ぎに出勤して午後～夕夜間ラッシュを担当して泊まり、翌朝の始発列車～朝ラッシュを担当する。
- 遅番：夕方前に出勤して夜ラッシュ～最終列車を担当、翌朝は早番の列車を引き継いで朝ラッシュ～午前の列車を担当する。
- その他:朝出勤し、近郊線の勤務を行った後数時間の休憩を挟み夕方に再度近郊線を担当して休憩後、夜行列車の乗務（担当乗務区域の限界駅まで）を担当するといった例もあった。

高速乗合バス乗務の場合は、夜間発翌朝到着→翌日夜発翌々日朝到着のシフトが存在し、目的地到着後は
- 運行事業者が手配する宿泊施設
- コスト削減目的で、運行事業者が共同運行する相手事業者、また相手事業者の親会社（鉄道等）関連の不動産部門や各種賃貸業者、および個人貸主と、所属乗務員が仮眠およびそれに付随する入浴・食事・身支度などを行うことを内容とする「事務室」として使用契約を結んだワンルームマンション・アパートなどの一室
- 共同運行会社の営業所・車庫

などの施設で宿泊・休憩を取る。
一般路線バスなどで、終着地・始発地から営業所相互の回送が長距離・急勾配などとなるため、非効率かつ非現実的な場合において泊まりダイヤを設定する場合、その地区に在住する運転士の専属ダイヤとする場合がある。過去の例であるが、しずてつジャストラインの安倍線において、枝線の有東木行き最終便・有東木発始発便では、有東木地区に在住する運転士の専属ダイヤとなっていた（2007年4月ダイヤ改正で車庫のある地点と有東木間を回送するようになったため、この制度は廃止されている）。